# کلیسای وانکاسار
کلیسای وانکاسار (ارمنی: Վանքասարի եկեղեցի) یک کلیسای حواری ارمنی متعلق به سده هفتم میلادی است که در استان مارتاکرت جمهوری آرتساخ جای دارد.
این بنا از سنگ کرم‌رنگی ساخته شده است و روی قله‌ای قرار دارد که امکان دیدن آن را از چندین مایل دورتر فراهم می‌کند.